# 加藤督朗
加藤 督朗（かとう まさあき、1978年（昭和53年）9月28日 - ）は、日本の男性元キックボクサー。東京都墨田区出身。PHOENIX主宰。スネーク加藤のリングネームで知られる。元WPMF世界ウェルター級王者。

## 来歴

### 幼少期
1994年（平成6年）6月、15歳で士道館扇橋道場の革命塾に入門。アマチュア制がなかったため、高校生にしてフェザー級でプロの試合に出る。しかし、5戦して4敗1分と1度も勝てなかったため、士道館総本部道場の若虎寮に入寮してキック漬けの毎日を送る。6戦目の三津山文朗戦で初勝利を飾り、「スネーク」のあだ名を授かる。
以後ジュニアライト級に転向。さらに1997年（平成9年）11月22日のエスィー樋口戦でライト級に転向すると、1998年（平成10年）1月の初代MA日本ジュニアライト級王座決定トーナメントに出場。しかし、1回戦で山崎道明に5R判定で破れる。同年10月25日にMA日本スーパーフェザー級暫定王者決定戦で天野哲成と対戦するが、5R判定3-0で敗れる。

### 日本王座獲得
暫定王座決定戦に敗れた後、2戦を挟んで1999年（平成11年）6月18日にMA日本ライト級王座決定戦に出場。井上哲に5R判定3-0で勝利し、第12代MA日本ライト級王座を戴冠する。その3か月後に士道館を退館し、同時に王座も返上するとタイに渡る。

### 南太平洋王座獲得
2001年（平成13年）7月にオーストラリアでWMTAサウスパシフィック（南太平洋）スーパーライト級王座決定戦に出場する。当初はISKAの世界タイトル王座決定戦でシャノン・フォレスターと対戦する予定だったが、加藤がISKAの世界ランカーでなかったことが問題になり世界戦は認められなくなったため、南太平洋人でないにもかかわらず、WMTAの南太平洋王座に挑戦することになった。結果はフォレスターに勝利を収め、南太平洋王座を獲得した。

### 世界王座初挑戦
タイのパタヤで「ISSムエタイチャレンジ 2002 チャンピオン決定戦」に出場。ローレック・ゲーンノラシンに2RKO負けし、王座挑戦に失敗した。
2002年4月、清水貴彦にドロー。
2002年12月、チッチャイ・サッパンニーにKO勝ち。
2003年6月、宍戸大樹に判定負け。2003年、浜川憲一にKO勝ち。2003年11月。山本優弥にミドルキック1発でダウンした後、追撃のサッカーボールキックをもらい、58秒KO負け。

### 世界王座獲得
2004年1月、サムゴー・ギャットモンテープに判定負け。
2004年（平成16年）4月27日に、タイのルンピニー・スタジアムでWPMF世界ウェルター級王者決定戦に出場し、ガオラン・カウイチットと対戦。2R目に肘打ちで顔面を斬った後、膝で顔を蹴り上げダウンを奪い、そのままKO勝ちになった。同年7月にルンピニー・スタジアム認定ウェルター級ランキング1位に認定された。
2004年7月、ジャン・スカボロスキーにKO負け。

### 引退
2004年11月28日のキエラン・ケッドル戦をもって引退。試合は5R判定3-0で勝利を収めた。引退後はキックボクシング&フィットネスジム「PHOENIX」で会長を務める。

## 獲得タイトル
- 第12代MA日本ライト級王座（0度防衛）
- WMTA南太平洋スーパーライト級王座（0度防衛）
- 初代WPMF世界ウェルター級王座（0度防衛）

## 戦績
- プロキックボクシング: 40戦 19勝 14KO 17敗 4分